# La Sacerdotisa (Tarot)

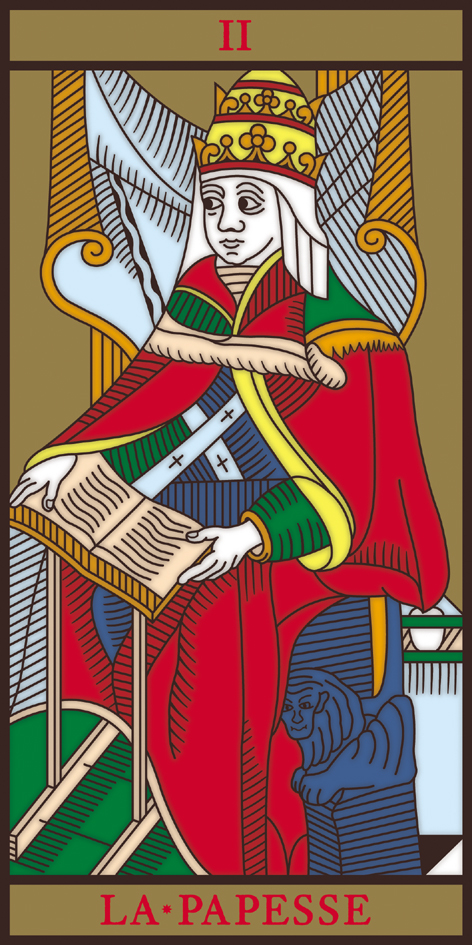
Arcano 2: La Gran Sacerdotisa o Papisa.

La Sacerdotisa, La Suma Sacerdotisa o La Papisa es la carta número 2 del Tarot. Según este, expresa la sabiduría, la meditación y la reflexión interior, es una mujer sabia y práctica que domina a la perfección las leyes por las cuales se rige el universo.

## Elementos descriptivos

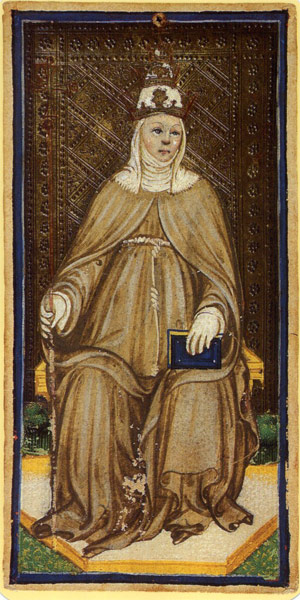
Carta de tarot la sacerdotisa

La Gran Sacerdotisa, el arcano número 2, se asocia con el cosmos, como pareja de dos universos gemelos, y con la carga eléctrica. Ella se encuentra en la antesala del Templo, que a un lado tiene una columna blanca (el universo material) y al otro una de color negro (el universo antimaterial). 
En el Tarot Rider-Waite, La Sacerdotisa es una mujer madura.Está sentada entre dos columnas, una negra y otra blanca, con las iniciales B y J respectivamente; éstas columnas reciben el nombre de Boaz y Jakin y representan a las dos columnas del porche del Templo de Salomón. Boaz simboliza la fuerza y Jakin, la justicia; que según los tarotistas, éstas representan los dos principios, activo y pasivo que conforman la Sabiduría. Detrás de la Sacerdotisa, hay un velo estampado con granadas, representando la pureza imperecedera y virginal, pero no se trata de una pureza sexual, sino más bien hace referencia a la pureza del Conocimiento Espiritual, alejado de todo ámbito mundano. Detrás de éste velo y las columnas se puede entrever de fondo, un mar azul: El agua de donde proviene la Vida (como símbolo de la Creación) y que curiosamente en Psicología esto mismo representa al Inconsciente Humano... En otras palabras, La Sacerdotisa protege todos los secretos del mundo externo (la vida y el origen de todo) y el mundo interno (la mente humana). Lleva sobre su cabeza una especia de tiara con la forma de las tres fases visibles de la Luna (creciente, llena y menguante) que son los tres aspectos de la divinidad femenina, a saber: La doncella, la madre y la anciana. Ésta tiara también simboliza la coronación de la sabiduría como sabiduría-divina como el conocimiento receptivo, pasivo, fértil y reflexivo, en contraposición con cartas como El Mago, una clase de Sabiduría mucho más activa y agresiva. En su mano sostiene el pergamino de La Torá, la Ley Hebrea, y que a su vez, como pergamino o como libro, nos está simbolizando la revelación de los secretos ocultos. A su pie izquierdo está pisando una Luna Creciente recordándonos de nuevo el aspecto de lo divino-femenino, o como dice el propio Waite: “Mujer y madre espiritual”. 
En el Tarot de Marsella la Papisa es una referencia a la leyenda medieval de la Papisa Juana y al deseo que la mujer ejerciera cargos eclesiásticos, algo que sí ocurría en la civilización occitana y la filosofía de los cataros.

## Descripción del Arcano
- La sacerdotisa es una mujer.
- La sacerdotisa tiene un libro abierto.
- La sacerdotisa tiene una corona en la cabeza.
- La sacerdotisa está sentada al parecer en un trono.
- A los lados tiene dos columnas de las que cuelga un manto, en ocasiones hecho de flores.
- Predomina el azul.
- El suelo es el de una habitación o templo.
- En algunos tarots hay una luna a sus pies.
- En algunos tarots tiene una cruz rosacruz en el pecho.

## Semejanzas con otras cartas del tarot
- La Sacerdotisa, El Sumo Sacerdote, La Justicia, La Muerte, La Luna, - las dos columnas

## Numerología en el Tarot
El dos representa los opuestos complementarios necesarios para el orden cósmico. 

## Cultura popular y otras asociaciones
Usualmente asociada con la diosa Perséfone de la mitología griega, la cual es raptada por Hades y llevada al Inframundo, representa así una fuerza mística y mágica femenina que aún no es del todo material. De allí la "virginidad" que representa. Es en alguna medida la contraparte femenina del mago, una fuerza elemental de iniciación mágica asociada con figuras literarias como Nimue en el Ciclo artúrico y Galadriel en El Señor de los Anillos, incluso el personaje Minerva McGonagall o el Oráculo en la película Matrix son representaciones de esta "maestra iniciática", de la Gran Diosa, el concepto jungiano de la Madre arquetípica. En el Tarot Vikingo es representada por Frigg, la esposa de Odín. En el Tarot X de CLAMP es representada por Hinoto.